# الكسندر هايز
الكسندر هايز (بالإنجليزية: Alexander Hays)‏ هو ضابط أمريكي، ولد في 8 يوليو 1819 في فرانكلين في الولايات المتحدة، وتوفي في 5 مايو 1864 في مقاطعة سبوتسيلفانيا في الولايات المتحدة.